# Liparis bulbophylloides
Liparis bulbophylloides är en orkidéart som beskrevs av Joseph Marie Henry Alfred Perrier de la Bâthie. Liparis bulbophylloides ingår i släktet gulyxnen, och familjen orkidéer. Inga underarter finns listade i Catalogue of Life.